# Chubuk Island
Chubuk Island (englisch; russisch Остров Чубук Ostrow Tschubuk) ist eine Insel vor der Ingrid-Christensen-Küste des ostantarktischen Prinzessin-Elisabeth-Lands. In der Gruppe der Rauer-Inseln liegt sie 150 m südöstlich von Ranvik Island.
Wissenschaftler einer sowjetischen Antarktisexpedition entdeckten, kartierten und benannten sie im Jahr 1956. Das Antarctic Names Committee of Australia übertrug die Benennung 1991 ins Englische.